# Santiago de Vera
Santiago de Vera (siglo XVI, Alcalá de Henares -  30 de diciembre de 1606, Guadalajara) fue un letrado y funcionario español que sirvió como gobernador y capitán general del Reino de Nueva Galicia así como de las Islas Filipinas, presidente de la Real Audiencia de Guadalajara, y primer presidente de la Real Audiencia de Manila, así como oidor de la Real Audiencia de México y Real Audiencia de Guadalajara y la Real Audiencia de Santo Domingo.

## Inicio

Escudo pequeño del Monarca español (Soberano de las Coronas de Castilla y Aragón, Milán y los Países Bajos españoles), c.1504-1580.

Santiago Gonzalo de Vera nació en Alcalá de Henares en fecha aún desconocida, siendo hijo del doctor Santiago de Vera y de Catalina de Rivas. 
Se graduó de bachiller, licenciado y más tarde doctor en cánones, consiguiendo la plaza de oidor de la Real Audiencia de Santo Domingo el 19 de junio de 1668. Entonces servía de presidente de la Real Audiencia el doctor Francisco de Vera, también gobernador y capitán general de la isla. El 25 de enero de 1569, embarcaron a Santo Domingo su esposa Isabel Rodríguez de Jerez, y sus hijos María y Lucas, y sus sobrinos  Mariana, Gaspar (hijos de su hermana Mifla de Vera y Hernando de Medina (el viejo), así como siete criados.

## Virreinato de la Nueva España
El 30 de abril de 1572 obtuvo la plaza de oidor de la Real Audiencia de Guadalajara, tomando posesión del cargo el 26 de noviembre de 1573.
El 20 de mayo de 1578 fue nombrado alcalde del crimen de la Real Audiencia de México.

## Gobernador de Filipinasy Primer Presidente de laReal Audiencia de Manila
Siendo alcalde de Corte de la Real Audiencia de México, el rey Felipe II le encargó la comisión de servir como primer presidente de la Real Audiencia de Manila, así como de Gobernador y Capitán general de las Filipinas. El nombramiento se hizo sobre consulta con el presidente del Consejo de Indias, Hernando de la Vega y Fonseca. 
Partió del Puerto de Acapulco el 6 de marzo de 1584, en compañía de dos oidores y doscientos cuarenta soldados. 

### Llegada a Manila
El gobernador Gonzalo Ronquillo de Peñalosa y Domingo de Salazar, el primer obispo de Manila, habían pedido al Rey de España establecer la Corte Suprema de Filipinas y luego llamó a la Audiencia, para resolver los conflictos entre la Iglesia y el Estado. En 1584, tres jueces llegaron de México para poner en funcionamiento la Real Audiencia de Manila, tribunal de justicia cuyo primer presidente fue Santiago de Vera:

"... La consulta á S. M. del Gobernador D. Gonzalo Ronquillo para la creación de un Tribunal de justicia, produjo resultados inmediatos. El navío que había seguido su derrota á Nueva España desde China, condujo á su regreso en Mayo de 1584 al Dr. D. Santiago de Vera, natural de Alcalá de Henares y Alcalde de Corte de Méjico, el cual traía el título de Presidente de la Real Audiencia..."
Felipe M. de Govantes.

### Gobernador
Durante su mandato envió a la corte al padre jesuita Alonso Sánchez quien consiguió disuadir al rey de España Felipe II de su intención de abandonar Filipinas por sus crecidos gastos y ningún provecho temporal. El Rey que los subvencionaba con más de doscientos mil pesos anuales, que sin duda no tenía otro fruto que la salvación de las almas, mantuvo enérgicamente su propósito de conservarlo ante esa sola consideración.
Tras la repentina muerte del gobernador Peñalosa, su sobrino Diego Ronquillo se convirtió en el gobernador interino.
Diego fue acusado y enviado preso de vuelta a la península, asumiendo el 16 de mayo de 1584 Santiago de Vera, como presidente de la Audiencia, el cargo de gobernador de Filipinas y Molucas.

"...La perseverancia de los españoles había mejorado visiblemente este país en el breve espacio de quince años; pero los elementos de su administración distaban bastante aún de estar en armonía con sus exigencias. Vera, con el afán de obtenerlos exponiendo al Rey las necesidades desatendidas y las reformas indispensables en cada ramo, convocó cuatro juntas..."

"...Formóse la primera del Gobernador presidente de la Audiencia con los Oidores y el Fiscal; la segunda del Obispo con los prebendados del Cabildo y Superiores de las Órdenes; la tercera del Maestre de Campo, Sargentos mayores y Capitanes de guerra; y la cuarta de los Oficiales reales con el Ayuntamiento..."

"...La Comisión para dar cuenta en la corte y ajitar la resolución favorable de las exposiciones redactadas por cada junta, recayó en favor del Padre Jesuíta Alonso Sánchez, de claro talento, de vasta instrucción y que acababa de llegar de China, donde había dado señaladas muestras de su ingenio y actividad, reconociendo muchos puntos de que supo salir ileso casi prodigiosamente. El P. Sánchez rehusaba la comisión, excusándose con su poca salud y su falta de competencia: el P. Sedeño, superior suyo, se oponía también á que el P. Sánchez desempeñase aquel cargo, fundándose en el recogimiento y retiro que reclama la práctica de los oficios divinos y en lo impropio que parecía de la profesión religiosa el manejo de los negocios públicos; pero Vera insistía de un modo tenaz y obligó al P. Sánchez á darse á la vela del puerto de Cavite el 28 de junio de 1586. En Enero de 1587 estaba en Acapulco y á fines de Setiembre en la Corte,..."
Govantes.

En noviembre de 1587 llegó fray Juan de Castro con trece dominicos para fundar la Provincia del Santísimo Rosario. Se distribuyeron en Bataan y Pangasinan, quedando en la capital el vicario para establecer su convento. A los dos años de su llegada se derrumbó la iglesia, que fue reedificada en el mismo sitio en que hoy se halla construida.

### Las primeras casas de piedra

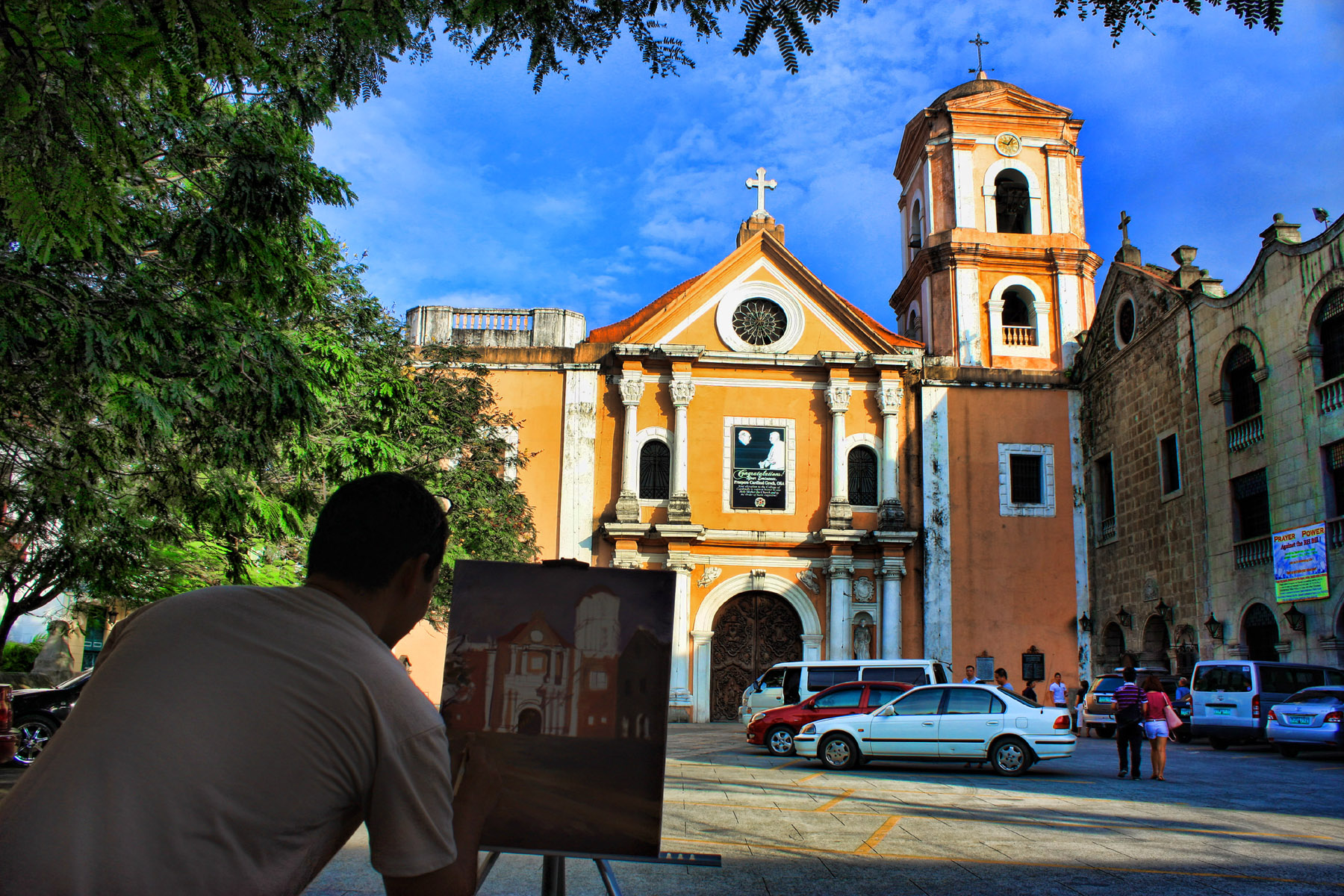
Iglesia de San Agustín.

Tras el gran incendio de Manila sucedido el 19 de marzo de 1583, que comenzó durante el velatorio del gobernador Gonzalo Ronquillo de Peñalosa en la Iglesia de San Agustín, Santiago de Vera ordena que todas las construcciones de Manila debe realizarse con piedra. 
Para este cometido habilitó una cantera cerca de las orillas del río Pasig en Guadalupe (ahora Guadalupe Viejo, uno de los barrios de Makati), lo que permitía su transporte por barco.

### Molucas
En 1585 fracasa la expedición a las Molucas, confiada al capitán Pedro Sarmiento y que pretendía auxiliar a los portugueses para la conquista de Ternate.
También tuvo que sofocar una rebelión, instigada por los moros de Borneo, en varios pueblos de Luzón.

### Fuerte de Nuestra Señora de Guía

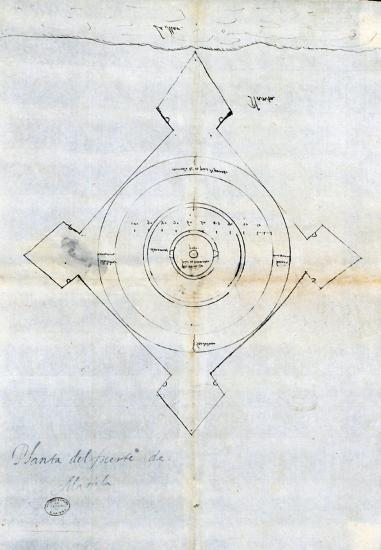
El fuerte de Nuestra Señora de Guía.

En 1587 construyó la primera fortaleza de piedra de Manila, la de Nuestra Señora de la Guía, que estuvo situada donde hoy se encuentra el Baluarte de San Diego, que ocupa la esquina suroeste de Intramuros. Esta fortaleza fue proyectada por el jesuita Sedeño.
Para su defensa se emplearon los primeros cañones fabricados en el archipiélago, los Panday Pira, Pandapira en idioma español.

"...Durante el gobierno de Vera se terminó, entre el punto que hoy ocupa la puerta real y la playa, el primer fuerte de piedra fabricado en Manila según las reglas de arquitectura militar conocidas hasta entonces en Europa..."
Govantes.

Santiago de Vera también comenzó a amurallar la ciudad, excavando el foso que la rodeaba así como un parapeto de piedra a lo largo de la orilla del río Pasig. La muralla la inició su sucesor Gómez Pérez das Mariñas.

### Medidas de más importancia entre las sancionadas por S. M.
Su enviado a la Corte, Alonso Sánchez, consiguió disuadir a Felipe II de su intención de abandonar el archipiélago, consiguiendo, entre otras, las siguientes medidas de más importancia entre las sancionadas:
- Que se conservase la Catedral, asignándose doce mil ducados para el edificio y ornamentos.
- Que se destinase á Filipinas el mayor número posible de miembros de las Órdenes religiosas ya establecidas con la cláusula de no salir del Archipiélago sin licencia del Obispo.
- Que se sostuvieran el hospital de españoles y también el de indios.
- Que se fundase un asilo de jóvenes españolas.
- Que se asignasen dotes para indias que casasen con españoles pobres.
- Que careciéndose de fondos propios, se cubriesen las atenciones de la capital con la mitad de las penas de cámara de todas las Islas, más la mitad del producto de las tierras cedidas á los chinos.
- ...[4]

La mayor parte de las medidas que preceden eran conformes a lo solicitado en las exposiciones; de suerte que tanto las juntas, como Vera y el Obispo, vieron cumplidos sus deseos.
Sin embargo, el Rey, sus consejeros o el P. Sánchez fueron más lejos que el Obispo, que Vera y que alguna de las juntas.

### Cese
En marzo de 1590 salieron de Veracruz dos navíos con rumbo a Filipinas. Venía a bordo Gómez Pérez das Mariñas, natural de Galicia, Caballero del hábito de Santiago, corregidor que había sido de Murcia y Cartagena, electo después de Logroño, y por último, Gobernador nombrado por S. M. para estas Islas, con el sueldo de diez mil ducados anuales.

## Gobernador delReino de Nueva Galicia

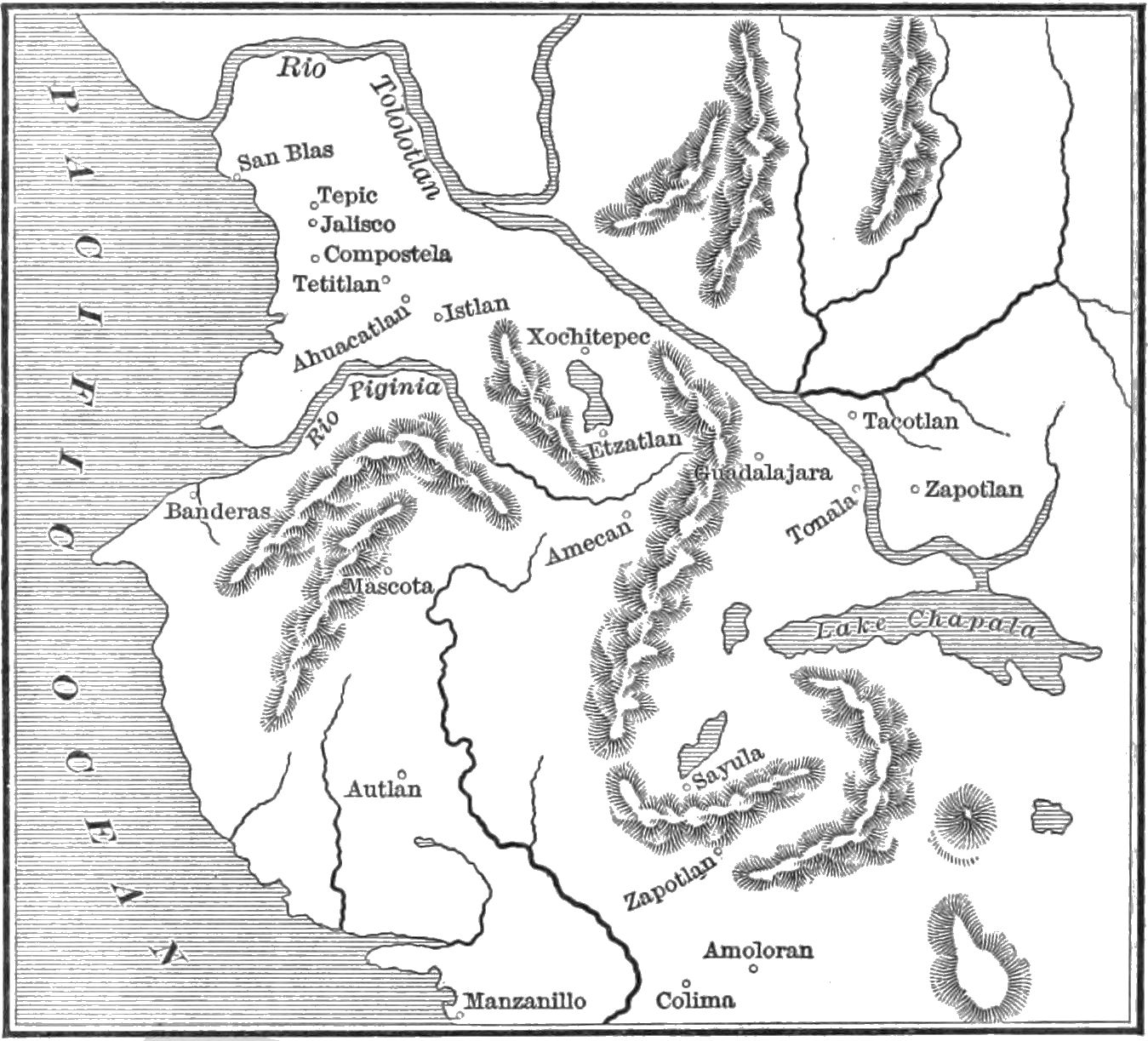
Reino de la Nueva Galicia

Tras la llegada de Pérez das Mariñas, el exgobernador de Vera se encontraba ya presto para partir hacia Nueva España, donde le había sido otorgado el cargo de oidor de la Real Audiencia de México, pero debió permanecer más tiempo por enfermedad de su esposa.
Sin embargo, el 28 de noviembre de 1592 le fue concedida la presidencia de la Real Audiencia de Guadalajara, que desde tiempos de su predecesor, el doctor Jerónimo de Orozco, venía aparejada con el cargo de gobernador y capitán general del Reino de la Nueva Galicia.  La sucesión del gobernador Orozco había sido otorgada inicialmente a Diego Zamudio de Alfaro, quien nunca llegó a tomar posesión debido a su temprana muerte antes de partir a América. 
Sirvió diez años como gobernador de la Nueva Galicia, destacando su esfuerzo de pacificación de la provincia de Guainamota. 
Al final de su gestión, encontrándose enfermo y desvalido, realizó repetidas peticiones al Consejo de Indias para que su extensos méritos y servicios se vieran recompensados en su hijo mayor, lo que no consiguió, en apariencia, por la ineficacia del consejo para transmitir sus achaques al rey, quien decía no entender los motivos del gobernador Vera para jubilarse.
La confusión no fue resuelta a tiempo, muriendo el gobernador Vera el 30 de diciembre de 1606. 

## Matrimonio y descendencia
Casó con doña Isabel Rodríguez, natural de Valladolid, hija de Juan de Jerez y de Leonor Rodríguez.
Fueron padres de:
- María de Vera
- Lucas de Vera
- Leonor de Vera cc. Fernando Altamirano de Velasco y Castilla, caballero de la Orden de Santiago, descendiente de los virreyes Antonio de Mendoza y Luis de Velasco "el Viejo".

Fue tio de:
- Mariana de Vera
- Gaspar de Vera

hijos de su hermana Mifla de Vera y Hernando de Medina